# Simona Crăciun
Simona Crăciun (* 2. Mai 1983 in Brașov, Kreis Brașov) ist eine rumänische Biathletin und Skilangläuferin.
Simona Crăciun ist Sportsoldatin und studiert Sport. Sie lebt und trainiert in Șirnea. Die Rumänin tritt für CSAMB Predeal an und wird von Ileana Hangan trainiert. Seit 1999 betreibt sie Biathlon. Ihre ersten internationalen Einsätze hatte sie bei den Junioren-Wettbewerben der Biathlon-Europameisterschaften 2000 in Kościelisko, wo sie 34. des Einzels, 37. des Sprints und im Verfolgungsrennen überrundet wurde. Mit Dana Plotogea und Alexandra Stoian kam sie zudem im Staffelrennen auf den siebten Platz. Im Jahr darauf wurde Crăciun in der Haute-Maurienne 36. des Sprints, 29. der Verfolgung und 28. im Einzel. In derselben Besetzung wie im Vorjahr lief sie auch erneut mit der rumänischen Staffel, verpasste dieses Jahr als Viertplatziertes Team knapp eine Medaille. 2002 nahm sie an den Junioren-Weltmeisterschaften in Ridnaun teil. Crăciun wurde 60. des Einzels, 55. im Sprint und 12. mit der Staffel. Letztmals startete sie 2004 in der Haute-Maurienne bei einer Junioren-WM, bei der sie Elfte des Einzels wurde, 37. im Sprint und 43. der Verfolgung. Letztes Großereignis bei den Junioren wurden die Sommerbiathlon-Weltmeisterschaften 2004 in Osrblie. Die Rumänin wurde Achte im Sprintrennen, 18. der Verfolgung, Siebte des Massenstarts und gewann mit Emöke Szöcs und Stoian die Bronzemedaille.
Bei den Frauen gab Crăciun ihr Debüt im Rahmen des Biathlon-Weltcups 2001/2002. Ihr erstes Rennen bestritt sie hier bei einem Einzel kurz vor dem Jahreswechsel in Pokljuka, bei dem sie 103. wurde. Es dauerte bis 2004, dass sie in Antholz zum nächsten Weltcup-Einsatz kam und 83. eines Sprints wurde. Es war zugleich das beste Weltcup-Resultat der Rumänin bislang. Bei der Militär-Skiweltmeisterschaft 2004 in Östersund erreichte sie den 45. Platz im Sprint, mit der Militärpatrouille erreichte sie den neunten Platz. Ihr letztes Rennen im Weltcup bestritt die Rumänin bislang 2004, zwischen 2005 und 2007 nahm sie an Rennen des Biathlon-Europacups teil. Einzig in ihrem letzten Rennen, einem Sprint in Cesana San Sicario, konnte sie als 27. Punkte gewinnen. Bei der Militär-Skiweltmeisterschaft 2007 in Estland wurde sie im Patrouillenlauf Achte, im Sprint kam sie auf den 39. Platz und wurde Neunte in der Teamwertung. Ein Jahr später kam sie in Hochfilzen im Sprint auf den 41. Platz, wurde Zehnte in der Teamwertung, Neunte mit der Patrouille, 34. im Skilanglauf und Achte mit dem Langlaufteam. Im weiteren Verlauf des Jahres erreichte Crăciun ihren größten internationalen Erfolg. Bei den Sommerbiathlon-Europameisterschaften 2008 in Bansko gewann sie mit Réka Ferencz, Alexandru Tișcă und Claudiu Suciu im Mixed-Wettbewerb die Bronzemedaille hinter Russland und Tschechien.

## Biathlon-Weltcup-Platzierungen
Die Tabelle zeigt alle Platzierungen (je nach Austragungsjahr einschließlich Olympische Spiele und Weltmeisterschaften).
- 1.–3. Platz: Anzahl der Podiumsplatzierungen
- Top 10: Anzahl der Platzierungen unter den ersten zehn (einschließlich Podium)
- Punkteränge: Anzahl der Platzierungen innerhalb der Punkteränge (einschließlich Podium und Top 10)
- Starts: Anzahl gelaufener Rennen in der jeweiligen Disziplin

| Platzierung                      | Einzel | Sprint | Verfolgung | Massenstart | Staffel | Gesamt |
| -------------------------------- | ------ | ------ | ---------- | ----------- | ------- | ------ |
| 1. Platz                         |        |        |            |             |         |        |
| 2. Platz                         |        |        |            |             |         |        |
| 3. Platz                         |        |        |            |             |         |        |
| Top 10                           |        |        |            |             |         |        |
| Punkteränge                      |        |        |            |             |         |        |
| Starts                           | 3      | 3      |            |             |         | 6      |
| Stand: nach der Saison 2009/2010 |        |        |            |             |         |        |